# Moonlighting (film)
Moonlighting is een Britse dramafilm uit 1982, geregisseerd door Jerzy Skolimowski. De film ging in première op 20 mei 1982 op het Filmfestival van Cannes. Daar won het een prijs voor beste scenario.

## Verhaal
Het verhaal speelt zich af in Londen, december 1981. De hoofdelektricien Nowak en drie Poolse arbeiders uit Warschau gaan een huis renoveren. Nowak spreekt goed Engels, terwijl de arbeiders geen woord begrijpen. Het is een illegale onderneming. Nowak beveelt werknemers om te allen tijde in het huis te blijven om te voorkomen dat ze ontdekt worden, terwijl hij zorgt voor het kopen van de materialen en benodigdheden. Maar het geld waarover hij beschikt is niet genoeg en zodra het geld op is, gaat Nowak stelen om de groep in leven te houden. Intussen hebben stakingen en botsingen Polen wakker geschud, tot de verklaring van de staat van beleg, het verbieden van solidariteit en massa arrestaties. Nowak doet het onmogelijke om de gebeurtenissen voor zijn arbeiders te verbergen, zodat zij het werk zonder problemen voltooien. Totdat ze aan het einde van de onderneming gedwongen zijn om zes uur te voet te reizen om de luchthaven te bereiken en de vlucht te nemen die hen naar huis zal brengen.

## Rolverdeling
| Acteur                | Personage                  |
| --------------------- | -------------------------- |
| Jeremy Irons          | Nowak                      |
| Eugene Lipinski       | Banaszak                   |
| Jirí Stanislav        | Wolski                     |
| Eugeniusz Haczkiewicz | Kudaj                      |
| Denis Holmes          | Buurman                    |
| Renu Setna            | junkshop-eigenaar          |
| David Calder          | Supermarktmanager          |
| Judy Gridley          | Supermarkt leidinggevende  |
| Claire Toeman         | kassamedewerker supermarkt |
| Catherine Harding     | Dame winkeldief            |
| Jill Johnson          | Klant Haughty supermarkt   |
| David Squire          | Supermarkt assistent       |
| Michael Sarne         | Merchant bouwers           |
| Jenny Seagrove        | Anna                       |
| Lucy Hornak           | Wrangler Shop assistent    |

## Productie
De opnames vonden onder meer plaats in de Londense wijken Hammersmith, Kensington en Twickenham.

## Ontvangst
De film werd positief ontvangen. Op Rotten Tomatoes ontving de film 100% goede reviews, gebaseerd op 9 beoordelingen.

## Prijzen en nominaties
De belangrijkste:
| Jaar | Prijs                    | Categorie      | Genomineerde(n)   | Uitslag     |
| ---- | ------------------------ | -------------- | ----------------- | ----------- |
| 1982 | Filmfestival van Cannes  | Gouden Palm    | Jerzy Skolimowski | Genomineerd |
| 1982 | Filmfestival van Cannes  | Beste scenario | Jerzy Skolimowski | Gewonnen    |
| 1982 | National Board of Review | Top 10-film    | Top 10-film       | Gewonnen    |